# ターン・トゥ・ストーン
「ターン・トゥ・ストーン」 (Turn To Stone) は、エレクトリック・ライト・オーケストラが1977年に発表した楽曲。2枚組アルバム「アウト・オブ・ザ・ブルー」のA面1曲目であり、アルバムからのファーストシングル。

## 概要
シャッフルビートのポップソングである。シングルカットされ、ヒットした。
特徴的なベースパートは、ジェフがモーグ・シンセサイザーで弾いている。
ミドルエイトではオペラ風のパートがある。ジェフ曰く「曲が退屈に思えてきたらいつも、ちょっとした愉快なパートを作っておいたものさ。」

## その他
- この曲のミュージックビデオは、メンバーが飲酒した状態で撮影された。
- 1980年1月3日にTBS系で放映されたドラマ「TBSスペシャル・源氏物語」で、同番組のスポンサーの資生堂により、浅野温子を起用して制作された、3分間のテレビCMのBGMとして用いられている。
- 2012年10月に、ジェフ・リンがELO時代の曲をセルフカバーした『Mr. Blue Sky: The Very Best of Electric Light Orchestra』に収録されている。